# Gelanesaurus
Genre
Gelanesaurus est un genre de sauriens de la famille des Gymnophthalmidae.

## Répartition
Les deux espèces de ce genre se rencontrent en Équateur et en Colombie.

## Liste des espèces
Selon The Reptile Database (14 mai 2016) :
- Gelanesaurus cochranae (Burt & Burt, 1931)
- Gelanesaurus flavogularis (Altamirano-Benavides, Zaher, Lobo, Grazziotin, Sales Nunes & Rodrigues, 2013)

## Publication originale
- Torres-Carvajal, Lobos, Venegas, Chávez, Aguirre-Peñafiel, Zurita & Echevarría, 2016 : Phylogeny and biogeography of the most diverse clade of South American gymnophthalmid lizards (Squamata, Gymnophthalmidae, Cercosaurinae). Molecular Phylogenetics and Evolution, vol. 99, p. 63–75.